# Kistarajos
Kistarajos (1899-ig Kis-Chocholna, szlovákul Malá Chocholná) Tarajosvelcsőc község településrésze, egykor önálló falu Szlovákiában, a Trencséni kerületben, a Trencséni járásban.

## Fekvése
Trencséntől 5 km-re délnyugatra, a Vág jobb oldalán fekszik. Tarajosvelcsőc északkeleti részét alkotja.

## Története
A régészeti leletek tanúsága szerint területén már az i. e. 32 000 éve körüli időben éltek emberek. A későbbiekben a bronzkorból a lausitzi kultúra népe élt ezen a vidéken.
A mai települést 1396-ban „Kys Chocholná” néven említik először. Ezután 1422-ben „Hoholná”, 1470-ben „Kokholná”, 1598-ban „Kys Kocholna” alakban szerepel oklevelekben. Birtokosai a Zamarócy, Velcsőci és Rákói családok voltak. Lakói főként mezőgazdaságból éltek. 1598-ban 30 ház állt a községben. 1720-ban 15 adófizetője volt. 1784-ben 16 házában 21 családban 98 lakos élt.
A 18. század végén Vályi András így ír róla: „CSOCSOLNA. Kis Csocsolna. Tót falu Trentsén Vármegyében, lakosai katolikusok, határja bő termékenységű, ’s a’ természettöl szép tulajdonságokkal megaldattatván, első Osztálybéli.”
1828-ban 18 házában 137 lakos élt, akik mezőgazdasággal és fuvarozással foglalkoztak.
Fényes Elek 1851-ben kiadott geográfiai szótárában így ír a faluról: „Kis-Chocholna, tót falu, Trencsén vgyében, a Vágh jobb partján a Trencséni országútban: 148 kath., 5 zsidó lak. Földje termékeny; van üveghutája; savanyúviz-forrása, mellynek alkotó részei: elasztikus érczmész, vas, alkaliföld, csudasó, 2 font vizben találni 10 grán érczmészt, 25 grán alkaliföldet, és 9 grán sót. Használ a tagok zsibbadásában, contracturákban, hoszas hideglelésekben, sülyben, és száraz-, s hypochondriai betegségekben. F. u. többen.”
1910-ben 293, túlnyomórészt szlovák lakosa volt. 1918 után sok lakója kivándorolt a tengerentúlra. A trianoni békéig Trencsén vármegye Trencséni járásához tartozott.
Kistarajost 1943-ban egyesítették Nagytarajossal. Később, 1960-ban csatolták Tarajoshoz Velcsőc községet.

## Külső hivatkozások
- Tarajos Szlovákia térképén

## Lásd még
- Tarajosvelcsőc

- Nagytarajos
- Velcsőc